# Савчук, Маршалл Викторович
Маршалл Викторович Савчук — российский профессиональный спортсмен, (боевое самбо и смешанные единоборства); тренер; общественный деятель; телекомментатор турниров по единоборствам на телеканалах «Россия 2», «Бойцовский клуб», «Матч», «Матч Боец», автор научных статей и колумнист портала «Момент истины» ; Председатель комитета по молодёжной политике Московской торгово-промышленной палаты; Депутат совета депутатов города Москвы, район Лефортово.
Чемпион Европы по Боевому САМБО (WCSF). Чемпион мира по Грепплингу (WFMC, Германия). Заслуженный тренер России по боевому самбо (WCSF). Основатель неформальных объединений бойцов смешанного стиля (ММА) «Альянс Клубов Москвы» и «Сборная Чемпионов». Автор популярных обучающих видео по тематике единоборств.

## Биография
Родился в Москве в 1990 году, в семье спортсмена, члена сборной команды СССР по классической борьбе Виктора Васильевича Савчука. Отец, Виктор Васильевич Савчук, мастер спорта международного класса СССР по классической борьбе, серебряный призёр Чемпионата Европы 1981 года в шведском Гётеборге, победитель Спартакиады народов СССР 1983 года, неоднократно был кандидатом в олимпийскую сборную страны.
Закончил школу №1321 «Ковчег», в районе Лефортово.
Позже, факультет «Психологии и педагогики» Московского института физической культуры и спорта, очно, специалист.
Был председателем студенческого совета института, участником городского кадрового проекта «Гражданская смена».
Чемпион Мира по грэпплингу WFMC (Хаген, Германия) 2015.
Чемпион Европы по Боевому САМБО по боевому самбо (Одесса, Украина) 2013.
Вице-чемпион России по боевому самбо 2013.
Победитель Православного чемпионата России по боевому самбо 2012.
Победитель Кубка Альянса 2013 и Кубка Ивана Грозного по ММА 2016.
Победитель Кубка России по ВБЕ кобудо 2022.
Обладатель черных поясов по джиу-джитсу и кобудо.
Заслуженный тренер по боевому самбо 2016.
В 2014 году создал проект #сборнаячемпионов, в рамках которого три года подряд существовала крупнейшая в СНГ команда спортсменов тяжеловесов, выступающих в профессиональном ММА и смежных видах единоборств.
Результатом деятельности проекта стали победы его участников в крупнейших мировых профессиональных лигах, а так же на чемпионатах Мира и Европы в нескольких видах единоборств (ММА, боевое самбо, грэпплинг).
Телекомментатор и ведущий, автор популярных обучающих видео по единоборствам в сети Интернет.

## Общественная деятельность
Президент Межрегиональной общественной организации содействия развития спорта «Возрождение».
Организация занимается повышением квалификации спортсменов и тренеров в регионах России, проведением мастер-классов, семинаров и других спортивных мероприятий, нравственным и патриотическим воспитанием молодёжи.
С 2013 года проведено несколько десятков семинаров в регионах центральной России (Жуковский, Павловский Посад, Касимов, Туймазы).), Поволжья, Урала, Кавказа, Сибири и за рубежом (Франция).
Многократно был спикером Общественной палаты РФ и крупных международных форумов по темам безопасности и воспитания.
Был соорганизатором социальных антинаркотических конкурсов и спортивных турниров, инициированных ГУНК МВД по МО. Среди них детско-юношеский международный турнир по грэпплингу «Здоровая нация» и всероссийский конкурс видеороликов «Спасём жизнь вместе!».
Координатор дискуссионного клуба «Хранители России», организованного членом ОП РФ Аничкиным М.С. и руководителем профсоюза НСБ России Галочкиным Д.Е.
Участвовал в предвыборной кампании действующего депутата МГД, сенатора СФ Святенко И.Ю.

## Профессиональная деятельность
В 2006 был назначен сотрудником Музея спортивной борьбы во Дворце борьбы имени И.С.Ярыгина, занимался цифровизацией, сохранением памяти о спортивном наследии СССР.
С 2010-го работал тренером по единоборствам в спортивных клубах Москвы и Московской области.
В 2020-м был назначен заместителем директора Института развития самбо имени А.А.Харлампиева, в структуре военного института (структурного подразделения Московского энергетического института).

## Сборная чемпионов
В постоянный состав Сборной чемпионов в разное время входили известные спортсмены: Заур Гаджибабаев, Адам Богатырев, Арен Акопян, Данил Цветков, Андрей Митрофанов, Максим Данилов, Абдулбасир Меджидов, Богдан Гуськов, Олег Белозеров, Магомед Алиев, Александр Гладков и другие.
В тренировках сборной в разное время участвовали и другие известные спортсмены: Андрей Чуботару, Алексей Кудин, Никита Крылов, Ярослав Амосов, Дмитрий и Владислав Парубченко, Шамиль Нурмагомедов и другие.
Бойцы объединения принимали участие в турнирах профессиональных организаций «M-1 Global», «Fight Nights», «Tech-Krep», «Оплот», «Ioann Grozniy Cup», «Колизей», «Aikol FC», «White Rex», «ACB», а так же ведущих профильных американских лиг.

## Деятельность в журналистике
- Ведущий первого профессионального MMA ресурса в русскоязычном сегменте Интернет — «Blood and Sweat».
- Автор аналитических статей для ресурсов bloodandsweat.ru и superkarate.ua
- Автор телепередачи «Мир боевого спорта» (ООО «Телевидение будущего»)